# 東勝州
东胜州，中国辽朝到元朝的州，明朝时改东胜卫。
辽朝设置东胜州。治所在榆林县（金朝改为东胜县，今内蒙古自治区托克托县）。包括今内蒙古自治区托克托县和准格尔旗东北部。蒙古帝国废东胜县入东胜州。明朝洪武四年（1371年），改为东胜卫。后分左右卫。永乐元年（1403年），左卫内迁河北省卢龙县，右卫内迁河北省遵化县。明朝末年废除。